# Loxotrochis sepias
Loxotrochis sepias är en fjärilsart som beskrevs av Edward Meyrick 1906. Loxotrochis sepias ingår i släktet Loxotrochis och familjen Immidae. Inga underarter finns listade i Catalogue of Life.